# The Palazzo
The Palazzo ist ein Casino-Hotel in Paradise, Las Vegas Strip, sowie das höchste fertiggestellte Hochhaus der Stadt im US-Bundesstaat, Nevada.

## Beschreibung
Das Hotel befindet sich am Las Vegas Strip und zählt hier mit einer Gesamtfläche von knapp 100.000 Quadratmetern zu den zehn größten Hotels. Mit seinen 3.068 Zimmern gehört das Hotel zu den 20 Hotels mit den meisten Zimmern weltweit. Das Haus wurde am 30. Dezember 2007 in Betrieb genommen, die offizielle Eröffnung folgte am 17. Januar 2008.
Das Hotelgebäude hat eine Höhe von 196 Metern und ist damit der höchste fertiggestellte Wolkenkratzer der Stadt. Es besitzt 53 Etagen. Das Hotel wird von der Las Vegas Sands Corporation, deren Haupteigentümer und CEO Sheldon Adelson war, betrieben. Das Haus ist damit ein Schwesterprojekt des benachbarten Venetian. Zwischen 2008 und 2015 bildeten die beiden Häuser mit 7.128 Zimmern den größten Hotelkomplex der Welt. Inzwischen wurden sie vom First World Hotel in Malaysia überholt (7.351 Zimmer).